# Can Pereres Nou
Can Pereres Nou és una masia de Campins (Vallès Oriental) inclosa a l'Inventari del Patrimoni Arquitectònic de Catalunya.

## Descripció
L'edifici, molt restaurat recentment, és a dues aigües amb el carener descentrat. La porta ha estat modernament adovellada. Les finestres, de vella planta, tenen ampit i llinda, una d'elles motllurada. El pedrís és bastant aixecat, i el barri de mida mitjana. A la façana hi ha un rellotge modern de sol.

## Història
Aquesta zona depenia abans de Fogars. La masia que ens ocupa no és anomenada al 1515. Tenint en compte que és una masia menor, a escassos centenars de metres més avall de la matriu, i els tipus de finestres descrites, podem suposar que els basaments són propers al segle xviii.